# Cheval carnivore

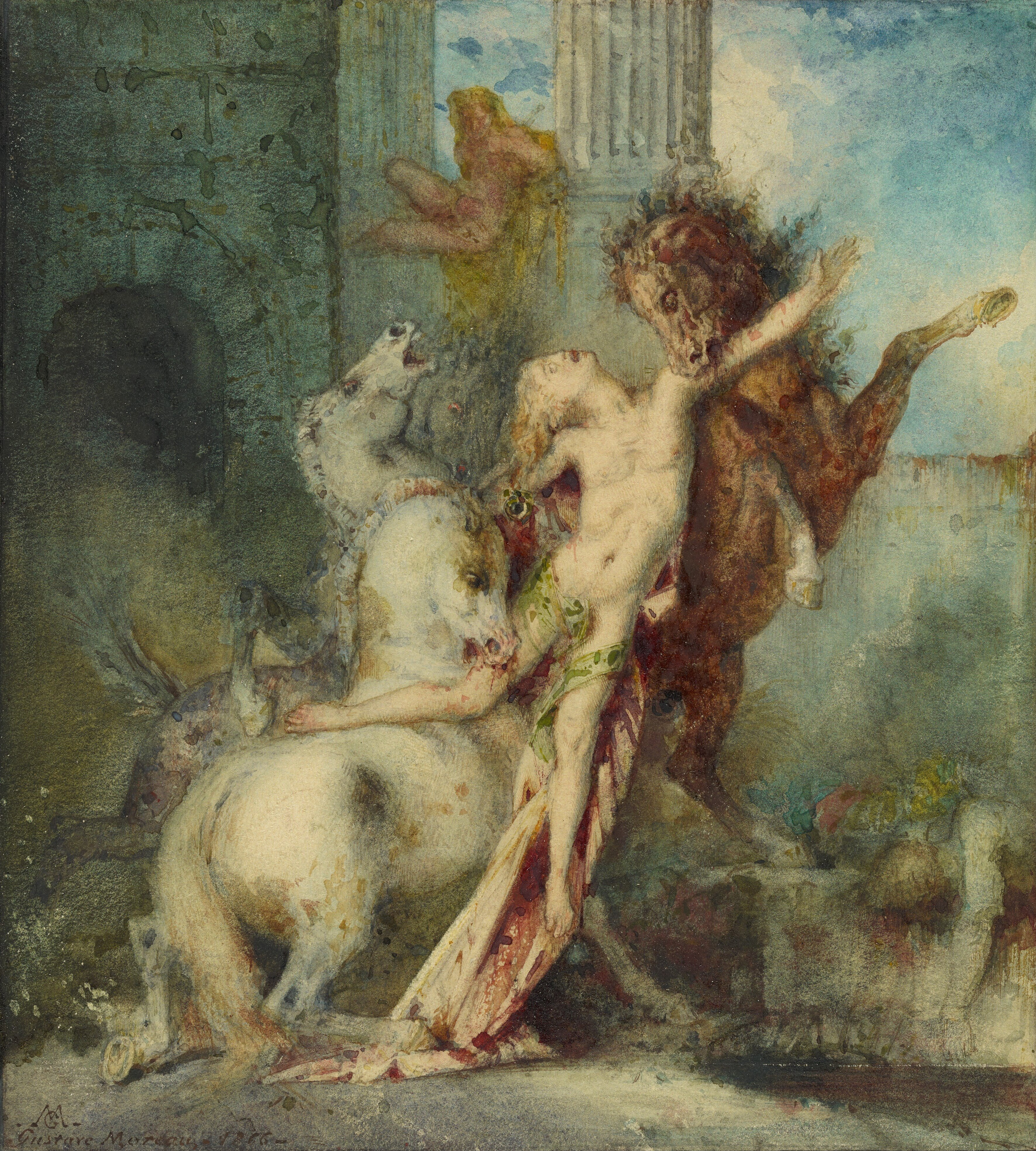
Diomède dévoré par ses chevaux, peinture de Gustave Moreau.

Un cheval carnivore est un cheval connu pour consommer une plus ou moins grande quantité de viande, ou d'autres produits carnés, dans son régime alimentaire. Ces attestations relèvent aussi bien de la mythologie, avec entre autres les juments de Diomède, que de récits vérifiés et plus contemporains. Il est possible que la capacité méconnue de certains chevaux à digérer la viande provienne de leur histoire évolutive.

## Histoire
Il est vraisemblable que les plus lointains ancêtres des chevaux aient été partiellement carnivores. En effet, contrairement aux ruminants, le cheval ne dispose que d'un unique estomac. La présence d'une dent de loup atrophiée chez certains sujets laisse à supposer qu'il s'agisse d'une réminiscence de canines. De plus, l'arbre phylogénétique du cheval descend d'une branche d'animaux carnivores, et non herbivores.

### Récits mythologiques

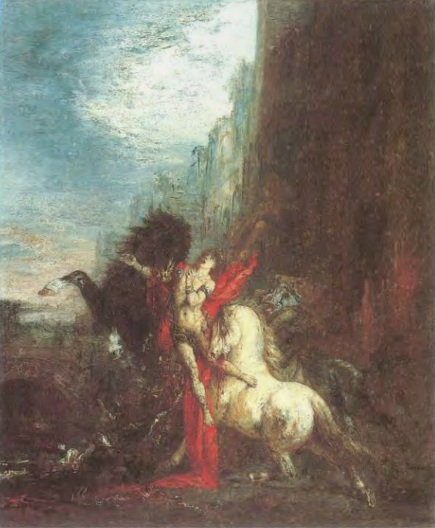
Diomède dévoré par ses chevaux, version de 1870.

Les plus anciennes attestations de chevaux carnivores relèvent de récits mythologiques. Les juments de Diomède sont connues pour avoir tué et dévoré Abdère, écuyer et compagnon d'Hercule, qui avait été chargé de les garder. En représailles, Hercule leur livre leur maître moribond, puis elles en dévorent la carcasse. Bucéphale, la monture d'Alexandre le Grand, est réputé descendre d'une des juments de Diomède : d'après Plutarque, il était anthropophage, tuant et dévorant les ennemis de son maître en bataille. Au Japon, la légende du samouraï errant Ogurihangan (1398-1464) relate sa rencontre avec un cheval tueur et anthropophage, Onikage, décrit comme un démon pommelé, qu'il parvient finalement à dompter et à chevaucher.
Dans sa traduction du premier voyage de l′Histoire de Sinbad, Antoine Galland présente l'étalon marin comme un animal carnivore qui tente de dévorer la jument terrestre qu'il a saillie : de fait, ce cheval carnivore n'est pas présent dans la version originale.

### Récits historiques
Dans ses Conseils aux acheteurs de chevaux (1864), Ch. Tanera explique que « La structure du cheval ne semble pas lui permettre de se nourrir de chair. Cependant certains chevaux ne l'ont pas dédaignée, ce qui prouve bien qu'elle peut, jusqu'à un certain point, remplacer le grain ». Il témoigne avoir vu des chevaux qui « léchaient le sang très avidement et avec persistance », et relate le rapport authentique d'un « poulain qui avait l'habitude de visiter un garde-manger dont la fenêtre donnait sur son enclos et de s'y repaître de viande de mouton, de bœuf, de veau, ainsi que de volaille ; il semblait rejeter la viande de porc ». Il cite une coutume des Indes orientales consistant à faire bouillir de la viande jusqu'à ce qu'elle tombe en miettes, à y ajouter du beurre et quelques espèces de grains, et à en former des boulettes qui sont introduites de force dans le gosier des chevaux; Une coutume identique est citée dans le Nejd. Il dit avoir connu un homme à Hamah, en Syrie, qui donnait de la viande bouillie à ses chevaux pour qu'ils récupèrent de leur fatigue. Enfin, il relate sa rencontre avec un cheval carnivore à Wakefield, qui a préféré manger du lard plutôt que de l'avoine.
Dans son récit de voyage Le Drame éthiopien, paru en 1935, Henry de Monfreid rapporte qu'une troupe de 2000 soldats de la tribu éthiopienne des Assaïmaras nourrit ses 600 chevaux de viande sur plusieurs mois, notamment d'entrailles de caprins et d'ovins,. Il rapporte aussi qu'un guerrier dankali arracha le cœur et le foie d'un enfant des Issas pour le donner en pâture à son cheval.
Le journaliste anglais Godfrey Lias relate dans Kazakexodus que les Kazakhs migrants vers le Cachemire dans les années 1950 nourrissaient leurs chevaux d'une pâtée composée de viandes séchées.

## Dans la culture populaire
Dans la culture populaire, notamment les romans et les films d'enfance et de jeunesse, le cheval est souvent présenté comme un animal-proie peureux et fuyard, entièrement herbivore, ce qui tend à diminuer la perception du danger qu'il peut représenter, et à exclure l'idée qu'un régime alimentaire carnivore lui fut ou est possible.
Même quand le cheval est présenté comme agressif (destrier, cheval fou), on reconnaît qu'il peut mordre, mais pas qu'il puisse avaler une bouchée de viande.
Seule, la monture du Death Dealer de Frank Frazetta a inspiré, dans le jeu de rôle Bloodlust, la race nordique des Piorads, guerriers juchés sur des chevaux carnivores nommés Chagars. Cette aberration explicite renforce l'aspect impitoyable du monde de Bloodlust, où même les chevaux peuvent devenir sanguinaires.